# Всесвітній ромський конгрес

Прапор ромського народу

Всесвітній конгрес ромів — серія форумів для обговорення питань, що стосуються ромів у всьому світі. Станом на  2023 рік відбулося одинадцять Всесвітніх ромських конгресів. Серед їх головних цілей були стандартизація ромської мови, покращення громадянських прав та освіти, збереження ромської культури, репарації за Другу світову війну та міжнародне визнання ромів як національної меншини індійського походження.

## Перший Всесвітній конгрес ромів
Перший Всесвітній конгрес ромів був організований у 1971 році в місті Орпінгтоні поблизу Лондона, Англія, Велика Британія, частково профінансований Всесвітньою радою церков та урядом Індії. У ньому взяли участь 23 представники з десяти країн (Чехословаччини, Фінляндії, Норвегії, Франції, Великої Британії, Німеччини, Угорщини, Ірландії, Іспанії та Югославії) та спостерігачі з Бельгії, Канади, Індії та США. Було створено п'ять підкомісій із соціальних питань, освіти, військових злочинів, мови та культури. На конгресі зелено-блакитний прапор із конференції Загальної асоціації циган Румунії 1933 року, прикрашений червоною чакрою з шістнадцятьма спицями, був знову затверджений як національна емблема ромського народу, а пісня «Gelem, Gelem» була прийнята як гімн ромів. Вживання слова «ром» (а його варіанту «циган») також було прийнято більшістю присутніх; в результаті Міжнародний циганський комітет (заснований у 1965 р.) був перейменований на Komiteto Lumniako Romano (Міжнародний ромський комітет).

## Другий Всесвітній конгрес ромів
Другий Конгрес у квітні 1978 року відбувся в Женеві, Швейцарія, і в ньому взяли участь 120 делегатів з 26 країн. Учасники допомогли трансформувати Міжнародний комітет ромів у Міжнародний союз ромів.

## Третій Всесвітній конгрес ромів
Третій Конгрес відбувся в Геттінгені, Західна Німеччина, у травні 1981 року, за участю 600 делегатів і спостерігачів з 28 країн. Присутні підтримали заклик до визнання ромів національною меншиною індійського походження. Геноцид ромів також був головною темою обговорення.

## Четвертий Всесвітній конгрес ромів
У 1990 році в Сероцьку (Польща) відбувся четвертий Конгрес, на якому були присутні 250 делегатів. Теми обговорення включали репарації Другої світової війни, освіту, культуру, зв'язки з громадськістю, мову та ромську енциклопедію. Міжнародним днем ромів було офіційно оголошено 8 квітня на честь першого Всесвітнього конгресу ромів 1971 року.

## П'ятий Всесвітній конгрес ромів
П'ятий Всесвітній ромський конгрес відбувся в Празі, Чехія, у липні 2000 року. Еміль Щука був обраний президентом Міжнародного союзу ромів. Конгрес підготував офіційну Декларацію ромської нетериторіальної нації.

## Шостий Всесвітній конгрес ромів
Шостий Конгрес відбувся в Ланчано, Італія, 8 і 9 жовтня 2004 року, за участю понад 200 делегатів з 39 країн. На ньому обрали нового президента Міжнародного союзу ромів (Станіслава Станкевича з Польщі) та нового президента Всесвітнього парламенту IRU (Драгана Євремовича з Австрії). Було створено новий комітет для розгляду проблем жінок, сімей і дітей.

## Сьомий Всесвітній конгрес ромів
Сьомий Конгрес відбувся в Загребі, Хорватія, у жовтні 2008 року. Майже 300 делегатів із 28 країн взяли участь у зустрічі, де оприлюднено План дій з розбудови ромської нації, документ, у якому викладено плани щодо розвитку ромського націоналізму та представництва. Есма Реджепова виконала ромський гімн.

## Восьмий Всесвітній конгрес ромів
Восьмий Конгрес відбувся в Сібіу, Румунія, у квітні 2013 року. У зустрічі взяли участь близько 250 делегатів із 34 країн.

## Дев'ятий Всесвітній конгрес ромів
Дев'ятий Конгрес відбувся в Ризі, Латвія, у серпні 2015 року. На ньому були присутні близько 250 делегатів із 25 країн світу. 21 країна з 25 присутніх утворила Федерацію для вирішення проблем, які турбують ромський народ.

## Десятий Всесвітній конгрес ромів
Десятий Конгрес відбувся в Скоп'є, Північна Македонія, у березні 2016 року.

## Одинадцятий Всесвітній конгрес ромів
Одинадцятий Конгрес відбувся в Берліні, Німеччина, 15–17 травня 2023 року.